# Льносовхоз (платформа)
Льносовхоз  или Тригорша — остановочный пункт Бологое — Псковского направления Октябрьской железной дороги.
Расположен к югу от деревни Тригорша и к северу от деревни Полоное, на перегоне Роща — Порхов, в Порховском районе Псковской области. Имеется одна платформа, расположенная с правой стороны пути. На платформе имеют остановку 2 пары пригородных поездов по понедельникам и 1 пара по остальным дням.

## Путевое развитие
Путевое развитие включает в себя один путь на железобетонных шпалах.

## Движение пригородных поездов по платформе Льносовхоз[4]
| № поезда  | Маршрут     | № поезда  | Маршрут     |
| --------- | ----------- | --------- | ----------- |
| 6657/6659 | Дно — Псков | 6658/6660 | Псков — Дно |